# Wilhelm Hölscher (Pfarrer)

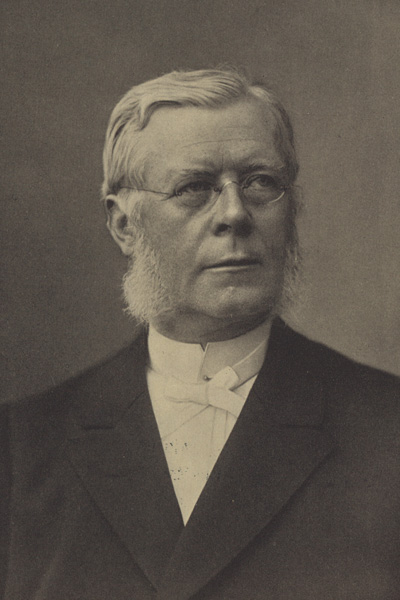
Wilhelm Hölscher

Hermann Wilhelm Heinrich Hölscher (* 22. April 1845 in Norden (Ostfriesland); † 11. März 1911 in Leipzig) war ein evangelisch-lutherischer Theologe und zuletzt Pfarrer an der Leipziger Nikolaikirche.

## Leben
Hölscher wurde als Sohn des Notars und Advokaten Uvo Adolf Hölscher (1805–1863) geboren; sein Bruder war der Goslarer Pädagoge, Archivar und Geschichtsschreiber Uvo Hölscher (1847–1914). Er verbrachte seine ersten 15 Lebensjahre in seinem Geburtsort. Ab 1860 besuchte er das Gymnasium in Osnabrück und studierte 1863–1866 in Tübingen, Berlin und Göttingen. Seit dem Studium war er Mitglied der Verbindung Normannia Tübingen. 1866–1871 arbeitete er als Hauslehrer in Kurland, wurde 1872 Hilfsprediger, 1876 Pastor in Norden und 1880 Konventual und Studiendirektor im Kloster Loccum.
Ab 1885 war er Pfarrer der Nikolaikirche in Leipzig. Von der Theologischen Fakultät der Universität Leipzig wurde ihm 1886 die Ehrendoktorwürde verliehen. Bis 1910 leitete er das katechetische Seminar der Universität.
Hölscher war Herausgeber der von Christoph Ernst Luthardt begründeten „Allgemeinen Evangelisch-Lutherischen Kirchenzeitung“ (bis 1911) und des „Theologischen Literaturblattes“ (bis 1909). Sein Sohn Gustav Hölscher trat in seine Fußstapfen, studierte Theologie und nahm als Alttestamentler mehrere Professuren an deutschen Universitäten wahr. Der jüngere Sohn Uvo Adolf Hölscher war Architekt und Bauforscher.

## Schriften (Auswahl)
- Die wissenschaftliche Fortbildung der Geistlichen im Amte. Vortrag, gehalten auf der Leipziger Pastoralkonferenz im Juni 1884, Leipzig 1885.
- Predigt über 1. Mos.12,2 bei der Trauerfeier zum Gedächtnis Kaiser Wilhelms am Tage seiner Beisetzung den 16. März 1888, Leipzig 1888.